# Mackinia troglodytes
Mackinia troglodytes là một loài chân đều trong họ Janiridae. Loài này được Matsumoto miêu tả khoa học năm 1967.